# Base aerea Cairo-West
La base aerea Cairo-West (Ovest) AB (IATA: CWE, ICAO: HECW) è un aeroporto militare nella parte occidentale del Cairo, in Egitto. La base aerea condivide alcune infrastrutture con l'adiacente Aeroporto internazionale Sfinge.
Il Cairo West TACAN (Ident: BLA) si trova sul campo.

## Geografia
Si trova a coordinate: 30°07′N 30°55′E a 168 m AMSL. La Base aerea si trova a Ovest della capitale egiziana.

## Struttura
Ha due piste, entrambe asfaltate. La prima pista è lunga 2,985 m ed è in direzione 16/34, la seconda invece è lunga 2,795 m ed è in direzione 10/28.
La Base è sotto il controllo dell'Aeronautica Militare Egiziana.